# Dewjatyr
Dewjatyr (ukrainisch Дев'ятир; russisch Девятир Dewjatir, polnisch Dziewięcierz, deutsch Einsingen) ist ein Dorf an der Ukrainisch-polnischen Grenze in der westukrainischen Oblast Lwiw mit etwa 200 Einwohnern.
Am 12. Juni 2020 wurde das Dorf ein Teil der neu gegründeten Stadtgemeinde Rawa-Ruska im Rajon Lwiw, bis dahin bildete es zusammen mit den Dörfern Kapeljuch (Капелюх), Kowali (Ковалі), Lossyny (Лосини), Sorotschi Losy (Сорочі Лози), Tschorniji (Чорнії) und Wilschanka (Вільшанка) die gleichnamige Landratsgemeinde im Rajon Schowkwa.
Ein Teil des Dorfes befand sich bis 1948 in Polen, wurde ausgesiedelt und zerstört, siehe Dziewięcierz.

## Geschichte
Der Ort wurde in den Jahren 1565–1566 auf wilder Wurzel von Andrzej Myszkowski als königliches Dorf gegründet und wurde ursprünglich Dziewięciory (Девятири) genannt. Er gehörte zunächst zur Woiwodschaft Ruthenien der Adelsrepublik Polen-Litauen. Bei der Ersten Teilung Polens kam das Dorf 1772 zum neuen Königreich Galizien und Lodomerien des habsburgischen Kaiserreichs (ab 1804).
In den Jahren 1749–1750 wurde die monumentale griechisch-katholische Kirche erbaut; ihre Ruinen liegen heute in Polen.

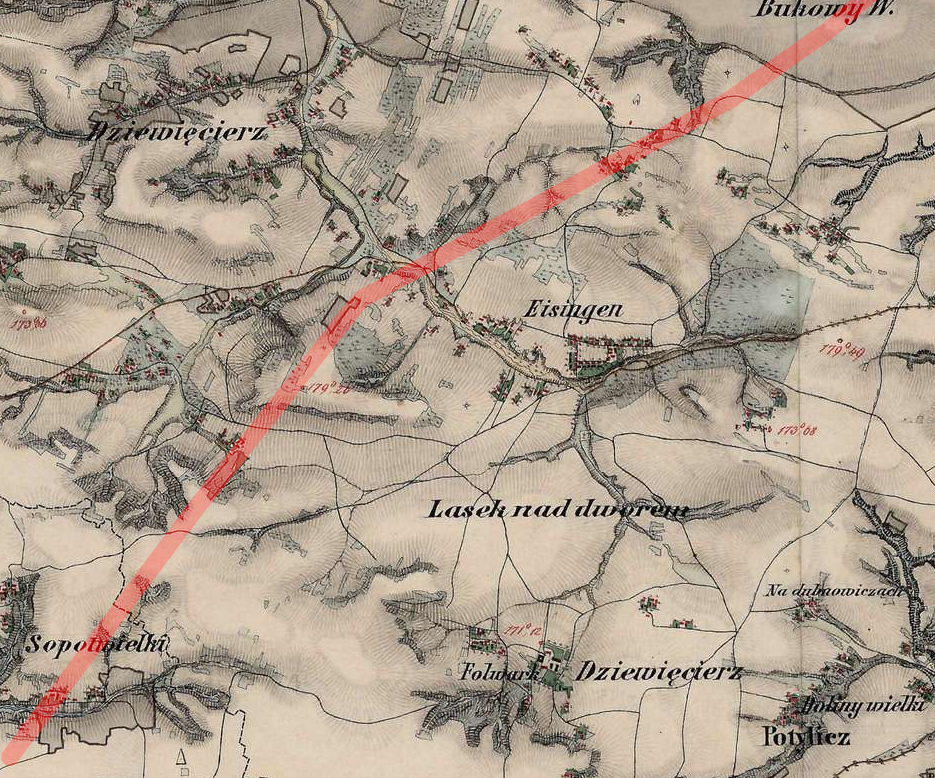
Dziewięcierz und Einsingen auf der Franziszeischen Landesaufnahme um die Mitte des 19. Jahrhunderts sowie die heutige Grenze (rote Linie)

Im Jahre 1900 hatte die Gemeinde Dziewięcierz 325 Häuser mit 1883 Einwohnern, davon waren 1762 Ruthenischsprachige, 121 Polnischsprachige, 1690 griechisch-katholisch, 84 römisch-katholisch, 57 jüdischer Religion, 52 anderen Glaubens.
Nach dem Ende des Polnisch-Ukrainischen Kriegs 1919 kam die Gemeinde zu Polen. Im Jahre 1921 hatte die Gemeinde Dziewięcierz 348 Häuser mit 2012 Einwohnern, davon waren 1768 Ruthenen, 127 Polen, 53 Deutsche, 1804 griechisch-katholisch, 101 römisch-katholisch, 53 evangelisch, 54 jüdischer Religion.
Im Zweiten Weltkrieg gehörte der Ort nach der Sowjetischen Besetzung Ostpolens zur Sowjetunion, ab 1941 zum Generalgouvernement und ab 1945 erneut zur Sowjetunion. Seit deren Zerfall 1991 liegt das Dorf in der unabhängigen Ukraine.
Bis 1948 befand sich die ganze Bebauung in der Sowjetunion, aber dann wurde die Grenze korrigiert und der westliche Teil mit der Kirche gelangte zu Polen. Der polnische Teil wurde ausgesiedelt und zerstört.

### Einsingen
Im Jahre 1783 im Zuge der Josephinischen Kolonisation wurden auf dem östlichen Grund des Dorfes deutsche Kolonisten lutherischer Konfession angesiedelt. Die Kolonie befand sich östlich des ruthenischen Dorfes, wo später ein Steinbruch eröffnet wurde. Sie wurde erst Ainsingen und später Einsingen (nach Mathias von Ainser) genannt und wurde eine unabhängige Gemeinde. Die Protestanten gegörten der Pfarrgemeinde in Reichau.
Im Jahre 1900 hatte die Gemeinde Einsingen 40 Häuser mit 287 Einwohnern, davon waren 252 Deutschsprachige, 34 Ruthenischsprachige, 1 Polnischsprachige, 34 griechisch-katholisch, 1 römisch-katholisch, 23 jüdischer Religion, 229 anderen Glaubens.
Im Jahre 1921 hatte die Gemeinde Einsingen 44 Häuser mit 276 Einwohnern, davon waren 235 Deutsche, 25 Ruthenen, 4 Polen, 11 Juden (Nationalität), 1 anderer Nationalität, 234 evangelisch, 25 griechisch-katholisch, 5 römisch-katholisch, 11 jüdischer Religion.

## Söhne und Töchter
- Konstantyn Czechowicz (* 1847; † 1915), Bischof von Przemyśl, Sambor und Sanok für die ruthenisch-griechische Kirche in Galizien.